# Paradysderina sucumbios
Espèce
Paradysderina sucumbios est une espèce d'araignées aranéomorphes de la famille des Oonopidae.

## Distribution
Cette espèce est endémique de la province de Sucumbíos en Équateur,. Elle se rencontre à Santa Barbara vers 3 040 m d'altitude.

## Description
La femelle holotype mesure 2,20 mm.

## Étymologie
Cette espèce est nommée en référence au lieu de sa découverte, la province de Sucumbíos.

## Publication originale
- Platnick & Dupérré, 2011 : The Andean goblin spiders of the new genera Paradysderina and Semidysderina (Araneae, Oonopidae). Bulletin of the American Museum of Natural History, no 364, p. 1-121 (texte intégral).